# Willi Frommelt
Willi Frommelt, född 18 november 1952 i Schaan i Liechtenstein, är en liechtensteinsk tidigare alpin skidåkare. 1974 tog han silver i storslalom och störtlopp vid världsmästerskapen. Han tog även olympiskt brons i slalom 1976, samt världsmästerskapssilver i alpin kombination 1976. Hans bror, Paul, är också en alpin skidåkare.
Frommelt blev utsedd till årets manliga idrottare i Liechtenstein 1976.